# 데이비드 노로나
데이빗 노로나(David Norona, 1972년 12월 14일 ~ )는 미국의 배우, 연극 배우, 텔레비전 배우, 영화배우이다.
하이얼리아에서 태어났다.

## 방송
- 립스틱 정글 시즌2
- 립스틱 정글 시즌1
- 인 트리트먼트 시즌1
- 샤크 2
- 빅 러브 시즌2